# Championnats d'Europe de pentathlon moderne 1995
Navigation
Édition précédente Édition suivante
Les Championnats d'Europe de pentathlon moderne 1995 se sont tenus à San Benedetto del Tronto, en Italie, pour les compétitions masculines, et à Berlin en Allemagne, pour les compétitions féminines.

## Podiums

### Hommes
| Épreuves    | Or                                                     | Argent                        | Bronze                     |
| ----------- | ------------------------------------------------------ | ----------------------------- | -------------------------- |
| Individuel  | France Sébastien Deleigne                              | Hongrie Ákos Hanzély          | Hongrie Attila Kálnoki Kis |
| Par équipes | Hongrie Ákos Hanzély Attila Kálnoki Kis Péter Sárfalvi | France Jean-Pierre Guyomarc'h | Tchéquie                   |
| Relais      | Italie                                                 | Lituanie                      | Russie                     |

### Femmes
| Épreuves    | Or                                                  | Argent              | Bronze                     |
| ----------- | --------------------------------------------------- | ------------------- | -------------------------- |
| Individuel  | Pologne Iwona Kowalewska                            | Pologne Dorota Idzi | Allemagne Gabriele Ginsner |
| Par équipes | Pologne Iwona Kowalewska Dorota Idzi Edyta Małoszyc | Italie              | Hongrie                    |
| Relais      | Hongrie                                             | Pologne             | Tchéquie                   |